# Scuola violinistica ungherese

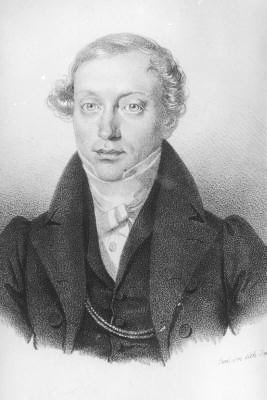
Il violinista Joseph Böhm (1795–1876) in un ritratto realizzato da Joseph Kriehuber intorno al 1830.

La scuola violinistica ungherese nacque con Joseph Böhm, al quale nel 1819 venne affidata la neonata cattedra di violino al Conservatorio di Vienna.
Böhm aveva studiato a Budapest con Pierre Rode, quindi si può considerare un anello di congiunzione tra la scuola ungherese e quella francese (nata come evoluzione della scuola italiana attraverso Giovanni Battista Viotti).
La classe di Böhm influenzò nel tempo non solo violinisti ungheresi del calibro di József Joachim, Lipót Auer, Carl Flesch, Tivadar Nachéz, Jenő Hubay, ma anche violinisti di altre nazionalità come Georg Hellmesberger, Sr., Jakob Dont, Ferdinand Laub, Franz Kneisel e Karl Klingler. L'importanza di questi artisti e virtuosi è legata al fatto che József Joachim avrebbe poi insegnato a Berlino, Lipót Auer in Russia e in America, Carl Flesch in Svizzera e in Inghilterra, Georg Hellmesberger, Sr. e Jakob Dont a Vienna, Jenö Hubay a Bruxelles e a Budapest, Ferdinand Laub in Russia, Karl Klingler in Germania e Franz Kneisel in America. Attorno a ciascuno di loro inoltre, nei paesi in cui avrebbero lavorato, si sarebbe coagulata l'élite dei violinisti di quelle nazioni.
Tra i violinisti usciti invece dall'accademia di Budapest, creata da Hubay, si possono ricordare Tibor Varga (direttore dell'accademia di Sion), André Gertler (capodipartimento a Bruxelles), Joseph Szigeti (capodipartimento a Budapest), Sándor Végh (direttore del Mozarteum), Ilona Feher (insegnante di Shlomo Mintz a Tel Aviv), Oskar Back (fondatore della scuola di Amsterdam).
Altri personaggi chiave nella vita musicale mondiale derivanti dalla scuola ungherese sono stati Kató Havas, Géza Szilvay, Paul Rolland, Robert Gerle e Shinichi Suzuki. I primi quattro avevano studiato all'accademia di Budapest nello stesso ambiente culturale e con la stessa tecnica. Il giapponese Shinichi Suzuki (che elaborò il cosiddetto metodo Suzuki) si formò invece a Berlino con Karl Klingler (allievo di József Joachim).
Kató Havas scrisse nel 1973 Stage fright in cui si affrontano i vari problemi di postura. Sensibili agli stessi problemi furono: Paul Rolland, che creò il sistema violinistico nelle scuole americane per conto del governo; Géza Silvay, che organizzò il dipartimento degli archi all'accademia Sibelius di Helsinki; Robert Gerle, che collaborò con Rolland e Havas negli Stati Uniti d'America.
A tale proposito va ricordato che fin dalla sua fondazione, avvenuta nel 1875, l'accademia di Budapest è stata all'avanguardia nello studio della metodica. Questa materia non è altro che l'insieme delle varie conoscenze pedagogiche, biologiche e tecniche riguardanti il violinismo, conoscenze che si sono accumulate negli anni e che raccolgono tutte le ricerche fatte dai primordi del violinismo sino a oggi.
Ramificazioni in Italia
La scuola violinistica ungherese fu particolarmente influente in Italia. Fra gli allievi di Joachim troviamo: Arrigo Serato, Enrico Polo, Alberto Curci e Ettore Pinelli. 
Arrigo Serato ha insegnato all’Accademia di Santa Cecilia e all’Accademia Chigiana. Fra i suoi allievi troviamo Riccardo Brengola. 
Hubay fu il Maestro di Sandro Materassi e Wanda Luzzato, i quali studiarono con lui all’accademia di Budapest. Materassi è stato attivo in Toscana e annovera fra i propri allievi Cristiano Rossi, Alberto Bologni e Paolo Chiavacci. Wanda Luzzato ha insegnato al Conservatorio di Milano.
Carlo Chiarappa ha studiato con Gertler al Conservatorio Reale di Bruxelles.  
Anche se non è documentata l’attività pedagogica, a Roma visse i propri ultimi anni anche Ferenc Vecsey, allievo di Hubay al quale SIbelius ha dedicato il proprio concerto per violino e orchestra.

## Discografia
- La scuola violinistica ungherese libro 1 1903-1936, IDIS
- La scuola violinistica ungherese libro 2 1908-1935, IDIS